# كيني كولمان
كيني كولمان (بالإنجليزية: Kenny Coleman)‏ (20 سبتمبر 1982 بكورك في جمهورية أيرلندا - ) هو لاعب كرة قدم أيرلندي في مركز الدفاع. لعب مع ووترفورد يونايتد ووولفرهامبتون واندررز ونادي كيدرمينستر هاريرز لكرة القدم.

## وصلات خارجية
- كيني كولمان على موقع قاعدة بيانات كرة القدم.إي يو (الإنجليزية)